# Theodor II. Nietner

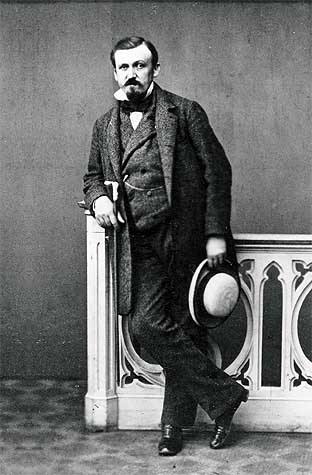
Theodor II. Nietner (Aufnahme um 1870)

Theodor Carl Gustav Nietner, genannt Theodor II. Nietner (* 7. September 1823 in Paretz oder Potsdam, Sanssouci; † 13. Oktober 1894 in Potsdam) war ein Königlicher Oberhofgärtner in Potsdam.

## Leben und Wirken

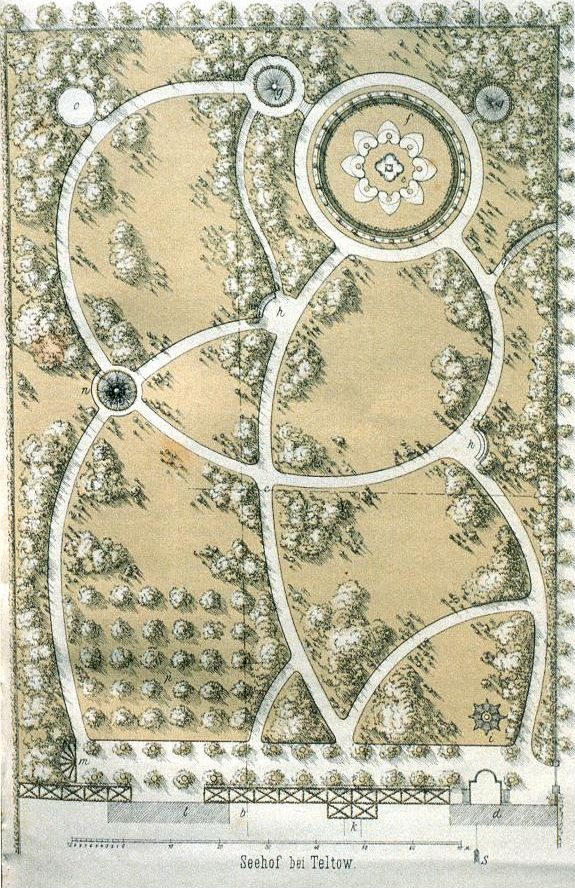
Hausgarten für Max Sabersky in Seehof, in „Deutscher Garten“.

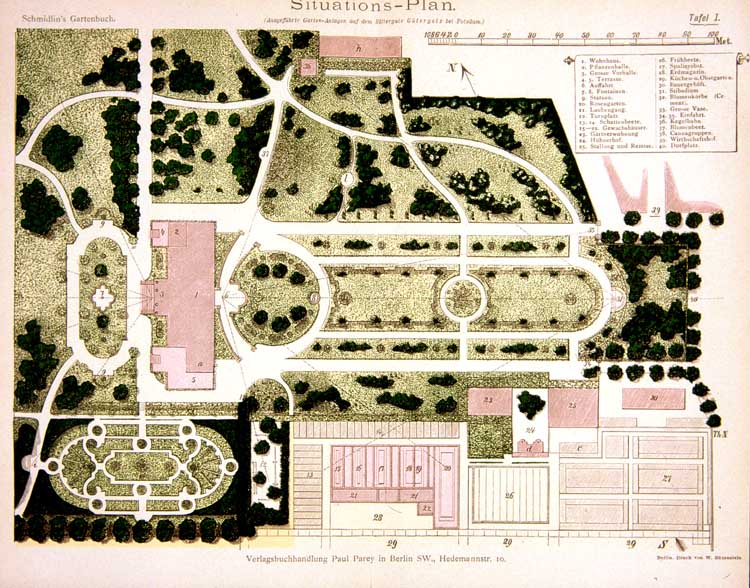
Situations-Plan (Ausgeführte Garten-Anlagen auf dem Rittergute Gütergotz bei Potsdam) in „Schmidlin's Gartenbuch“.

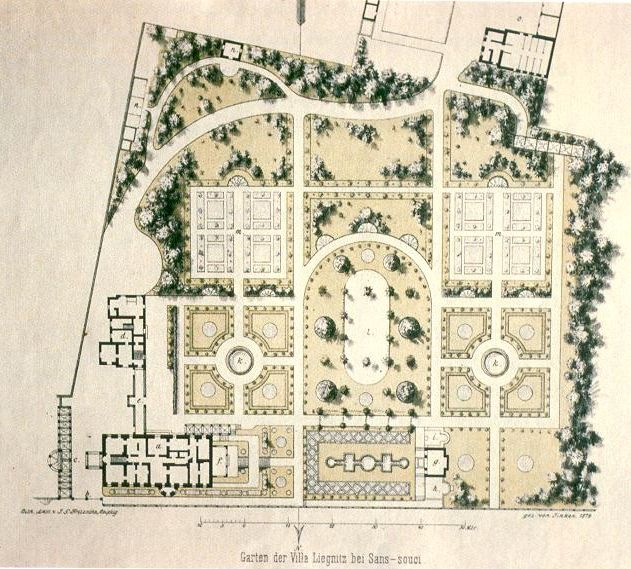
Entwurf des Gartens an der Villa Liegnitz im „Gärtnerischen Skizzen-Buch“.

Theodor Nietner stammte aus einer Gärtnerfamilie, die seit der Zeit Friedrichs II. im königlich-preußischen Hofgartendienst stand. Theodor II. war der erstgeborene Sohn des Hofgärtners in Schloss Paretz, später in Niederschönhausen, Theodor Eduard Nietner, genannt Theodor I. und der Charlotte Luise Albertine, genannt Berta, geborene Sello, Tochter des Hofgärtners Ludwig Sello. Seine gärtnerische Ausbildung begann 1841 im Terrassenrevier des Parks Sanssouci, das sein Onkel, der Hofgärtner Hermann Sello, verwaltete. Zudem besuchte er als Hospitant die Königliche Gärtner-Lehranstalt zu Schöneberg und Potsdam, wo ihn unter anderem Gustav Meyer im Planzeichnen unterrichtete. Nach der Lehre absolvierte Nietner ab 1843 seinen Militärdienst in Brandenburg an der Havel und nahm 1845 als Gasthörer an naturwissenschaftlichen Vorlesungen der Universität in Berlin teil. Dem schloss sich von 1846 bis 1848 eine Gehilfentätigkeit unter dem Botaniker Peter Carl Bouché im Berliner Botanischen Garten an. In dieser Zeit legte er 1847 die Prüfung zum Obergehilfen (Geselle) ab.
Nach der Teilnahme am Schleswig-Holsteinischen Krieg 1849 trat er noch im selben Jahr seine Gesellenwanderung an. Einem kurzen Aufenthalt bei dem belgischen Gärtner Lambert Jacob-Makoy (1790–1873) in Lüttich, folgte eine Tätigkeit in der damals europaweit bekannten und bedeutenden Handelsgärtnerei des Botanikers Louis Benoît van Houtte in Gentbrugge, der ihm unter anderem die Leitung der Warmhäuser anvertraute. Eine Exkursion in die Tropen zum Pflanzen sammeln zerschlug sich, sodass Nietner 1850 nach England ging. Dort war er von März bis Dezember in der Baumschule Low’s Clapton Nursery im heutigen London Borough of Hackney beschäftigt, wo er die Gärten in und um London kennenlernte.
Der Verlauf des Schleswig-Holsteinischen Krieges führte im Spätherbst 1850 zur erneuten Mobilmachung der preußischen Armee, sodass Nietner seine Wanderschaft beenden musste und über Hamburg zurückkehrte. In Potsdam wurde ihm vom Direktor der Königliche Gärtnerlehranstalt am Wildpark bei Potsdam und der Landesbaumschule, Gartendirektor Peter Joseph Lenné, 1851 die Leitung der Meierei-Baumschule übertragen. In enger Zusammenarbeit experimentierte Nietner mit ihm „auf den Gebieten der Veredelung besonderer Gehölze, der Vermehrung von Koniferen durch Stecklinge und der Anwendung künstlicher Bodenwärme bei der Gehölzvermehrung. Lenné stellt[e] ihm hierüber ein glänzendes Zeugnis aus.“ Daraufhin erhielt er 1853 die Verwaltung über einen Teil der königlichen Landesbaumschule am Neuen Palais.
1860 bekam Nietner eine Obergehilfenstelle im Neuen Garten zugewiesen, den der Hofgärtner Ludwig Mayer, genannt Louis Mayer (1804–1876), ab demselben Jahr verwaltete. Hier bewohnte er mit seiner Familie das sogenannte „Grüne Haus“. 1861 ging Theodor II. Nietner nach Koblenz zur „ersten Inangriffnahme der dortigen [von Lenné entworfenen] Rheinanlagen, wo […] er von der Militärbehörde […] mit der größten Bereitwilligkeit Hilfskräfte zu Wegeanlagen und zum Versetzen älterer Bäume überwiesen“ bekam.
Neben seiner Tätigkeit für das preußische Königshaus nahm Nietner in den 1870er-Jahren auch diverse Privataufträge an und gestaltete Gärten für wohlhabende Bürger. Zu seinen Arbeiten gehörten unter anderem der Gutspark in Seehof, einem heutigen Stadtteil von Teltow, für Kaufmann Max Sabersky, der Gutspark des Bankiers Julius Leopold Schwabach in Kerzendorf und der Schlosspark in Gütergotz, heute Güterfelde, des Bankiers Gerson von Bleichröder.
Im Amt des Hofgärtners wurde ihm 1865 die ebenfalls von Lenné entworfene Parkanlage am Potsdamer Pfingstberg unterstellt sowie die Orangerie-Anlagen im Neuen Garten. 1868 folgte die Versetzung nach Sanssouci in den Parkteil Charlottenhof, wo er mit seiner Familie in das Gärtnerhaus der Römischen Bäder zog. Die alleinige Verwaltung über das Revier bekam Nietner jedoch erst 1869 nach dem Tod des Hofgärtners Julius Hermann Morsch (1809–1869) übertragen. Zugleich wurden ihm nebenamtlich die Aufgaben des Kastellans anvertraut. In seiner 11-jährigen Tätigkeit „hatte er [dort] die sich seit 40 Jahren entwickelten Gehölzgruppen auszulichten und die hervorragenden Baumexemplare freizustellen.“ Als Nachfolger des verstorbenen Julius Ferdinand Michaelis (1818–1878) wechselte Nietner 1878 in das Revier im Neuen Garten, zu dem seit 1807 auch der Lustgarten am Potsdamer Stadtschloss gehörte. „Hier war es ihm vergönnt, durch die Anlage des neuen Blumenparterres am Marmorpalais und die Neuschaffung der kleinen, dicht daneben befindlichen reservierten Anlagen […] eine geradezu entzückende, blütengeschmückte Umgebung […] zu schaffen. Auch der Rosengarten vor dem Orangerie=Gebäude des Neuen Gartens wurde unter Nietner’s Leitung umgewandelt und mit seinen ihn seitlich begrenzenden und beschließenden Laubengängen versehen.“
Den Rosengarten publizierte er 1881 mit Plan und Beschreibung im Gärtnerischen Skizzenbuch, das Nietner von 1878 bis 1882 herausgab. Die nach dem Vorbild des Architektonischen Skizzenbuchs gestalteten Hefte enthielten neben eigenen Entwürfen auch historische und zeitgemäße Arbeiten von Fachkollegen aus dem In- und Ausland. Das letzte, eigenständig veröffentlichte Heft mit dem Titel Die königlichen Gärten in Potsdam: Zehn Lichtdruckbilder hervorragend schöner Punkte erschien 1882 ohne Text als reiner Bildband mit chromolithografischen Tafeln. 1880 widmete Nietner der Kronprinzessin Victoria, die sich selbst mit Gartengestaltung befasste, das in Kunstleder mit Goldprägung gebundene Buch Die Rose – Ihre Geschichte, Arten, Kultur und Verwendung […]. Es wurde in seiner Zeit „zum Standardwerk der deutschen Rosenliteratur“ und galt als das „größte deutsche Rosenbuch des 19. Jahrhunderts“. Das mit 106 Holzschnitten und 12 Farbdrucktafeln nach Aquarellen der Malerin Maria Endell illustrierte Handbuch umfasste alle Bereiche der Rosenzucht. In der 1877 erschienenen vierten Auflage von Schmidlin’s Gartenbuch, die Nietner zusammen mit Theodor Rümpler, dem Generalsekretär des Gartenbau-Vereins in Erfurt, überarbeitet hatte, veröffentlichte er Entwürfe von Privatgärten. Ebenso 1880 in Deutscher Garten. Zudem war Nietner lange Jahre Mitglied im Verein zur Beförderung des Gartenbaues in den Königlich Preußischen Staaten, kurz „Berliner Gartenbauverein“, mehrere Jahre Vorsitzender des Gartenbauvereins Potsdam und im Verein deutscher Gartenkünstler. 1888 erhielt er den ehrenvollen Titel „Oberhofgärtner“, der aber keine praktische Bedeutung hatte.
Eine seiner letzten Arbeiten war vermutlich die gärtnerische Gestaltung der zwischen dem Neuen Garten und der Glienicker Brücke gelegenen Matrosenstation Kongsnæs. Da Nietner das Amt aus gesundheitlichen Gründen nicht mehr ausüben konnte, berief Wilhelm II. 1893 den zuvor für seine Mutter, der ehemaligen Kaiserin Victoria, im Kronberger Schloss Friedrichshof tätigen Obergärtner Max Hoppe (1854–1906) in das Gartenrevier, obwohl Nietners Sohn Kurt auf die Stelle hoffte. „Es scheint, dass Wilhelm II., was die Gartenkunst betraf, durchaus von seiner Mutter gelernt hatte und die Modernisierung der Potsdamer Gärten in ihrem Sinne fortsetzte.“ Für seine Verdienste wurde er am 22. Februar 1893 mit dem preußischen Kronenorden 3. Klasse ausgezeichnet.
Mit Theodor II. Nietner ging der letzte bedeutende Potsdamer Hofgärtner aus der Ära Peter Joseph Lennés in Pension. Nach seiner Pensionierung zog er in die Albrechtstraße, heute Am Neuen Garten, wo er ein Jahr später starb. Nietner wurde auf dem sogenannten Sello-Friedhof, einem Teil des Bornstedter Friedhofs, beigesetzt. In dem von Heinrich Fintelmann 1894 verfassten Nachruf in der Zeitschrift für Gartenbau und Gartenkunst lobt der Garteninspektor Nietners „Liebhaberei und Begabung für Holzschnitzerei und seine seltene Erfindungsgabe zur Einrichtung von Laubengängen und landschaftsgärtnerischen Motiven, […], um Gebäuden und Gebäudeteilen eine vermittelnde Beziehung zur pflanzlichen Umgebung zu geben […]“. Fintelmann hebt auch dessen „zweckmäßige und raumsparende Einrichtung von Gewächshäusern und pflanzlichen Überwinterungsräumen [hervor], welche Theodor Nietner erdacht und hergestellt hat, [und die] in gärtnerischen Kreisen geradezu sprichwörtlich geworden [sind].“

## Familie
Theodor II. Nietner heiratete 1854 Dorothea Susanna, genannt Susette, Burghalter (1832–1930), die Tochter des Potsdamer Brauereibesitzers Gustav Adolf Burghalter. Mit ihr hatte er zwei Söhne, den 1855 geborenen, späteren Oberstabsarzt Johannes und den 1859 geborenen Kurt, der in die Fußstapfen seines Vaters trat und den Gärtnerberuf erlernte. Er war später der letzte königliche Hofgärtner im Park Babelsberg.

## Publikationen
- Die Rose – Ihre Geschichte, Arten, Kultur und Verwendung nebst einem Verzeichnis von fünftausend beschriebenen Gartenrosen. Berlin 1880
- Schmidlin’s Gartenbuch: Praktische Anleitung zur Anlage und Bestellung der Haus und Wirthschaftsgärten, nebst Beschreibung und Kulturanweisung der hierzu tauglichsten Bäume, Sträucher, Blumen und Nutzpflanzen. 4. Auflage, Berlin 1877 (gemeinsam mit Theodor Rümpler)
- Die Rieselfelder der Stadt Berlin bei Osdorf. In: Hamburger Garten- und Blumenzeitung, Heft 32, 1876
- Geschichtliche Mitteilungen über den Weinstock in der Mark Brandenburg. In: Der Deutsche Garten 1, 1878
- Gärtnerisches Skizzen-Buch. Berlin 1878–1882 (6 Hefte)
- Verlegenheiten für den Landschaftsgärtner. In: Deutscher Garten 1, 1880
- Die königlichen Gärten in Potsdam: Zehn Lichtdruckbilder hervorragend schöner Punkte. Berlin 1882
- Der Rosengarten Ihrer k. u. k. Hoheit der Frau Kronprinzessin beim neuen Palais zu Potsdam. In: Garten-Zeitung, 1, 1882
- Eine neue Rose „Prinzess Wilhelm von Preussen“. In: Garten-Zeitung, 2, 1883